# Брандтс-Бёйс, Людвиг Феликс
Людвиг Феликс Виллем Корнелис Брандтс-Бёйс (нидерл. Ludwig Felix Willem Cornelis Brandts Buijs; 20 ноября 1847, Девентер — 29 июня 1917, Велп, община Реден) — нидерландский композитор, органист и дирижёр, представитель второго поколения разветвлённого семейства музыкантов и деятелей искусства, второй сын Корнелиса Алейандера Брандтс-Бёйса, отец Иоганна Себастьяна Брандтс-Бёйса.
Получил первые два имени в честь Людвига ван Бетховена и Феликса Мендельсона. Учился у своего отца игре на фортепиано и органе, занимался также скрипкой под руководством первой скрипки городского оркестра Франса Строобера. С 1868 г. выступал как органист и карильонист в концертах под руководством своего старшего брата Мариуса Адриануса, в 1873 г. возглавил хор в Зютфене. С 1874 г. органист Валлонской церкви в Роттердаме, в том же году возглавил местный лидертафель (до 1891 г.), одновременно в 1877—1899 гг. руководил смешанным хором «Эвфония». С 1883 г. преподавал вокал, затем с 1897 г. орган в одной из музыкальных школ Роттердама. В том же 1897 г. дирижировал в Роттердаме первым концертом из произведений Рихарда Вагнера. После 1907 г. работал в Велпе и Зютфене.
Основу композиторского наследия Брандтс-Бёйса составляют песни и хоры.